# Comps-sur-Artuby
Comps-sur-Artuby è un comune francese di 336 abitanti situato nel dipartimento del Var della regione della Provenza-Alpi-Costa Azzurra.

## Società

### Evoluzione demografica
Abitanti censiti